# Pommiers-la-Placette
Pommiers-la-Placette è un comune francese di 608 abitanti situato nel dipartimento dell'Isère della regione dell'Alvernia-Rodano-Alpi.

## Società

### Evoluzione demografica
Abitanti censiti